# Funda Kılıç
Funda Kılıç (İzmir, 17 augustus 1988) is een in België wonende Turkse zangeres.

## Biografie
Ze werd geboren in İzmir en toen ze zes maanden oud was, verhuisde ze met haar ouders naar Antwerpen, waar ze nu nog steeds woont.
Haar internationale bekendheid kreeg ze nadat ze in Brussel werd opgemerkt door DJ Sahin. Dankzij hem werd ze lid van Group Reyting. Met Group Reyting behaalde ze enkele successen. Reytings eerste single Birini Biraktim werd een groot succes in Turkije. De video werd een paar miljoen keer op internet bekeken en de groep werd uitgenodigd door diverse media en tv-platforms in Turkije, waaronder de Beyaz Show.
Begin 2011 tekende ze met BIP Records en daardoor werd haar eerste single Stand Up uitgebracht in België in september 2011.
Op 22 oktober 2014 werd bekendgemaakt dat ze Turkije mag gaan vertegenwoordigen op het tweede Türkvizyonsongfestival in Kazan, Tatarije. Ze zong het liedje Hoppa. In de halve finale eindigde ze als tweede waardoor ze naar de finale mocht. In de finale eindigde ze op de laatste plaats.

2013: Manevra · 
2014: Funda Kılıç · 
2015: Görkem Durmaz · 
2020: Ertan & İsrafil
- MusicBrainz: b57a6486-18d2-4359-87bf-7d748d7d5c36
- Virtual International Authority File: 169238362